# Lumajang (Regierungsbezirk)
Lumajang ist ein indonesischer Regierungsbezirk (Kabupaten) in der Provinz Jawa Timur, im Osten der Insel Java. Ende 2021 leben hier etwa eine Million Menschen. Der Regierungssitz des Kabupaten Lumajang ist die gleichnamige Stadt Lumajang. Bekannt ist Lumajang für den Nationalpark Bromo-Tengger-Semeru, der sich zu weiten Teilen in diesem Regierungsbezirk befindet.

## Geographie
Der Regierungsbezirk Lumajang liegt im Süden der Provinz Jawa Timur und erstreckt sich zwischen 7°52′ und 8°23′ s. Br. sowie 112°50′ und 113°22′ ö. L. Lumajang renzt im Westen an den Regierungsbezirk Malang, im Norden an Probolinggo sowie im Osten an Jember. Die ca. 45 km lange Küstenlinie zum Indischen Ozean stellt die Südgrenze dar.

### Verwaltungsgliederung
Administrativ unterteilt sich Lumajang in 21 Distrikte (Kecamatan) mit 205 Dörfern, die meisten sind ländlichen Typs (Desa). Mehr als die Hälfte der zwölf Dörfer des Kecamatans Lumajang sind Kelurahan, also Dörfer städtischen Typs: Citrodiwangsan, Ditotrunan, Jogotrunan, Jogoyudan, Kepuharjo, Rogotrunan und Tompokerasan.
Des Weiteren bestehen im Regierungsbezirk noch 879 Ortschaften (Dusun/Lingkungan) sowie 1737 Weiler (RW, Rukun Warga).
| Code 1   | Kecamatan Distrikt | Ibu Kota Verwaltungssitz | Fläche (km²) | Einwohner Census 2010 2 | Volkszählung 2020 | Volkszählung 2020 | Volkszählung 2020 | Anzahl der Desa 6 |
| Code 1   | Kecamatan Distrikt | Ibu Kota Verwaltungssitz | Fläche (km²) | Einwohner Census 2010 2 | Einwohner 3       | 0Dichte 40        | Sex Ratio 5       | Anzahl der Desa 6 |
| -------- | ------------------ | ------------------------ | ------------ | ----------------------- | ----------------- | ----------------- | ----------------- | ----------------- |
| 35.08.01 | Tempursari         | Tempursari               | 105,35       | 28.501                  | 33.819            | 321,0             | 99,8              | 7                 |
| 35.08.02 | Pronojiwo          | Pronojiwo                | 141,49       | 31.737                  | 37.759            | 266,9             | 100,9             | 6                 |
| 35.08.03 | Candipuro          | Candipuro                | 143,09       | 62.226                  | 73.617            | 514,5             | 99,4              | 10                |
| 35.08.04 | Pasirian           | Pasirian                 | 128,39       | 83.683                  | 92.035            | 716,8             | 97,7              | 11                |
| 35.08.05 | Tempeh             | Tempeh                   | 73,21        | 78.806                  | 85.929            | 1.173,7           | 96,8              | 13                |
| 35.08.06 | Kunir              | Kunir                    | 53,30        | 51.679                  | 56.181            | 1.054,1           | 96,7              | 11                |
| 35.08.07 | Yosowilangun       | Yosowilangun             | 72,44        | 56.546                  | 61.299            | 846,2             | 97,4              | 12                |
| 35.08.08 | Rowokangkung000    | Rowokangkung             | 58,88        | 34.149                  | 38.391            | 652,0             | 97,5              | 7                 |
| 35.08.09 | Tekung             | Tekung                   | 27,88        | 32.565                  | 35.565            | 1.275,7           | 99,4              | 8                 |
| 35.08.10 | Lumajang           | Lumajang                 | 28,47        | 80.685                  | 84.649            | 2.973,3           | 98,3              | 12*               |
| 35.08.11 | Pasrujambe         | Pasrujambe               | 162,47       | 34.916                  | 40.987            | 252,3             | 100,1             | 7                 |
| 35.08.12 | Senduro            | Senduro                  | 170,90       | 42.892                  | 49.314            | 288,6             | 99,6              | 12                |
| 35.08.13 | Gucialit           | Gucialit                 | 101,79       | 23.436                  | 26.274            | 258,1             | 96,3              | 9                 |
| 35.08.14 | Padang             | Padang                   | 53,83        | 34.615                  | 37.943            | 704,9             | 96,2              | 9                 |
| 35.08.15 | Sukodono           | Sukodono                 | 28,81        | 49.949                  | 56.352            | 1.956,0           | 99,8              | 10                |
| 35.08.16 | Kedungjajang       | Kedungjajah              | 66,13        | 43.499                  | 47.685            | 721,1             | 95,5              | 12                |
| 35.08.17 | Jatiroto           | Jatiroto                 | 53,69        | 45.247                  | 48.226            | 898,2             | 99,0              | 6                 |
| 35.08.18 | Randuagung         | Randuagung               | 93,92        | 60.853                  | 70.343            | 749,0             | 96,9              | 12                |
| 35.08.19 | Klakah             | Klakah                   | 87,42        | 51.118                  | 56.664            | 648,2             | 96,9              | 12                |
| 35.08.20 | Ranuyoso           | Ranuyoso                 | 110,36       | 45.443                  | 50.082            | 453,8             | 94,7              | 11                |
| 35.08.21 | Sumbersuko         | Sumbersuko               | 29,07        | 33.913                  | 36.137            | 1.243,1           | 97,9              | 8                 |
| 35.08    | Kab. Lumajung      | Kab. Lumajung            | 1.790,90     | 1.006.458               | 1.119.251         | 625,0             | 97,9              | 205               |

## Demographie
Ende 2021 lebten in Lumajang 1.092.729 Menschen, davon 550.115 Frauen und 542.614 Männer. Die Bevölkerungsdichte beträgt 608,05 Personen pro Quadratkilometer. 98,24 Prozent der Einwohner sind Muslime, 0,98 Prozent Protestanten, 0,52 Prozent Hindus und 0,22 Prozent Katholiken. Daneben gibt es noch Minderheiten von Buddhisten und Konfuzianern.

Familienstand: Ledig:38,08 % (43,36 %), verheiratet (60,64 %), geschieden 2,64 % (3,0 %) sowie verwitwet 6,02 % (6,86 %). Die kursiven Zahlen in Klammern beziehen sich auf die Bevölkerung ab 10 Jahre.

## Wirtschaft
Lumajang war während der Kolonialzeit der Niederländer ein Standort für die Zuckerindustrie mit großen Zuckerfabriken in Soekodono und Jatiroto. Letztere ist heute noch in Betrieb und das Zentrum der Zuckerproduktion im Regierungsbezirk Lumajang.

## Tourismus
Lumajang ist ein beliebtes Ziel für Touristen, die den Nationalpark Bromo-Tengger-Semeru besuchen wollen. Folgende Sehenswürdigkeiten des Nationalparks liegen im Kabupaten Lumajang:
Semeru: Der 3676 m hohe Vulkan ist der höchste Berg auf der Insel Java. Er gilt als einer der schönsten, aber auch als einer der aktivsten und gefährlichsten Vulkane dieser Welt.
Tumpak Sewu: Der 120 m hohe Wasserfall ist seit 2019 ein beliebtes Ausflugsziel, nachdem ein Drohnen-Foto des Wasserfalls bei einem internationalen Fotowettbewerb gewonnen hat.
Ranu Kumbolo: Der mythenumwobene Vulkansee liegt auf einer Höhe von 2389 m und zieht viele Touristen und Camper an.

## Sport
Lumajang ist Heimat des drittklassigen Fußballvereins PSIL Lumajang, der seine Heimspiele im 3000 Zuschauer fassenden Semeru-Stadion austrägt.